# Dehn
Pour les articles homonymes, voir Dehn.
DEHN SE + Co KG est une société familiale allemande spécialiste de la protection contre la foudre. Elle exporte ses produits dans 70 pays.

## Historique
Fasciné par la force de la foudre, Hans Dehn décida de se spécialiser dans la protection contre la foudre. Depuis la fondation de l’entreprise le 21 janvier 1910 à Nuremberg (Allemagne), il s’est engagé à la fois dans l’installation des systèmes électriques et des systèmes de protection contre la foudre. Dans le début des années 1920, il commença la fabrication des composants de protection contre la foudre (paratonnerres) ainsi que des composants de mise à la terre. Au cours des années suivantes, les appareils électriques et électroniques prirent de plus en plus de place au travail et dans notre vie. Il est devenu évident que la protection contre la foudre conventionnelle ne serait pas suffisante pour assurer une protection contre les incendies. L’importance d’une protection interne, contre les surtensions par exemple, est devenue essentiel. Un développement important a permis de créer le premier parafoudre au monde pour une utilisation dans des installations basse tension au début des années 1950. Peu de temps après, DEHN étendit sa gamme de produits aux équipements de sécurité pour la protection des personnes travaillant sur des systèmes électriques ainsi que les personnes effectuant des opérations de maintenance. Avec plus de 1 700 employés, le groupe DEHN peut compter sur plus de 100 ans de développement, de traditions et d’expériences.
En 1933, l'évolution du nom de l'entreprise DEHN + SÖHNE (DEHN + FILS) rendait compte de l'arrivée de la deuxième génération. Hans Dehn délègue une part de ses responsabilités à ses fils Walter et Willy. En 1941, le petit-fils Richard devient également un partenaire.
1948: La famille propriétaire Dehn décide de déplacer le site de production de Nuremberg à Neumarkt.
1952: En dehors de la protection contre la foudre et la mise à la terre, l’entreprise commence à développer des dispositifs de mise à la terre et de court-circuit qui représentent une partie intégrante de notre catalogue aujourd’hui.
1954: Présentation du J250, le premier parafoudre au monde pour une installation à l’intérieur d’une bâtiment.
1956: Développement du connecteur KS permettant la connexion entre un conducteur plat et un conducteur rond.
1958: Le piquet de terre auto-allongeable est une innovation. Il élargit considérablement la gamme des composants de mise à la terre et ce dernier est très demandée. DEHN devient connu dans le domaine de mise à la terre.
1970 – 1980: Le catalogue de la protection contre les surtensions est continuellement modifié et complété par de nouveaux produits comme le VA 280 et le BLITZDUCTOR.
1981: Walter, Willy et Richard Dehn se retirer de la gestion. Donnent la responsabilité à Hans-Joachim Dehn et Thomas Dehn, la troisième génération dans l'entreprise, et Dr.-Ing. Peter Hasse.
1984: Le premier parafoudre, DEHNventil, entre sur le marché et devient une référence mondiale dans le domaine des parafoudres. Il permet à l’entreprise de renforcer sa position de leader dans le secteur de la protection contre les surtensions.
1986: La success story des parafoudres commence avec l’introduction du premier parafoudre mondial modulaire de 17,5 mm, le VM 280.
1993: Présentation sur le marché de la gamme de parafoudre Red/Line, parafoudre coordonné énergétiquement entre eux comme le DEHNport et le DEHNguard.
1996: La famille de parafoudres à coordination énergétique Yellow/Line prénommé BLITZDUCTOR CT protège les réseaux de données.
2003: L’invention du conducteur isolé de descente HVI représente un nouveau galon dans la protection extérieure contre la foudre.
2004: Hans-Joachim Dehn et Dr.-Ing. Peter Hasse prennent leur retraite et Dr.-Ing. Peter Zahlmann est nommé Technical Managing Director.
2008: Le module de surveillance Condition Monitoring DEHNrecord MCM XT émet un message d’erreur dès qu’une surcharge menace les parafoudres réseaux de données.
2010: Financement d’une bourse à l'Université technologique de Ilmenau afin de promouvoir la recherche fondamentale sur les méthodes modernes, des technologies et des matériaux dans le domaine de la foudre et de la protection contre les surtensions.
2011: Dr. Philipp Dehn, membre de la quatrième génération, devient Managing Partner.
2012: Construction d’un second site à Mühlhausen, au sud de Neumarkt.
2014: Changement de direction: Thomas Dehn prend sa retraite après plus de 33 ans que Managing Partner. Outre le Dr. Philipp Dehn et le Dr.-Ing. Peter Zahlmann, Helmut Pusch prend la responsabilité de management.

## L'Entreprise

### Chiffres clés
- Nombre de pays livrés : 70
- Nombre de brevets déposés : 270
- Nombre total de Collaborateurs DEHNgroup : 1.900
- Dont 10 % en R&D
- Superficie des installations : 35 000 m2
- Superficie des Laboratoires : 6 000 m2
- Produits au catalogue : plus de 3.500

### Présentation
La société DEHN, leader sur le marché de la protection foudre, fabrique et commercialise des parafoudres, des paratonnerres et des équipements de protection individuels. Elle possède son propre laboratoire de choc foudre pour garantir une qualité maximale de ses produits
Sa filiale française, DEHN FRANCE, est située en Alsace.